# Université d'Okayama
L'Université d'Okayama (岡山大学, Okayama Daigaku, couramment abrégée en Okadai, 岡大) est une université nationale japonaise, située à Okayama dans la préfecture d'Okayama.

## Composantes
L'université est structurée en facultés de 1er cycle (学部, gakubu), qui ont la charge des étudiants de 1er cycle universitaire, et en facultés de cycles supérieurs (研究科, kenkyūka), qui ont la charge des étudiants de 2e et 3e cycle universitaire.

### Facultés de1ercycle
L'université compte 11 facultés de 1er cycle (学部, gakubu).
- Faculté de lettres
- Faculté d'éducation
- Faculté de droit
- Faculté d'économie
- Faculté de science
- École de médecine
- École d'odontologie
- Faculté de sciences pharmaceutiques
- Faculté d'ingénierie
- Faculté de sciences et technologies environnementales
- Faculté d'agriculture

### Facultés de cycles supérieur

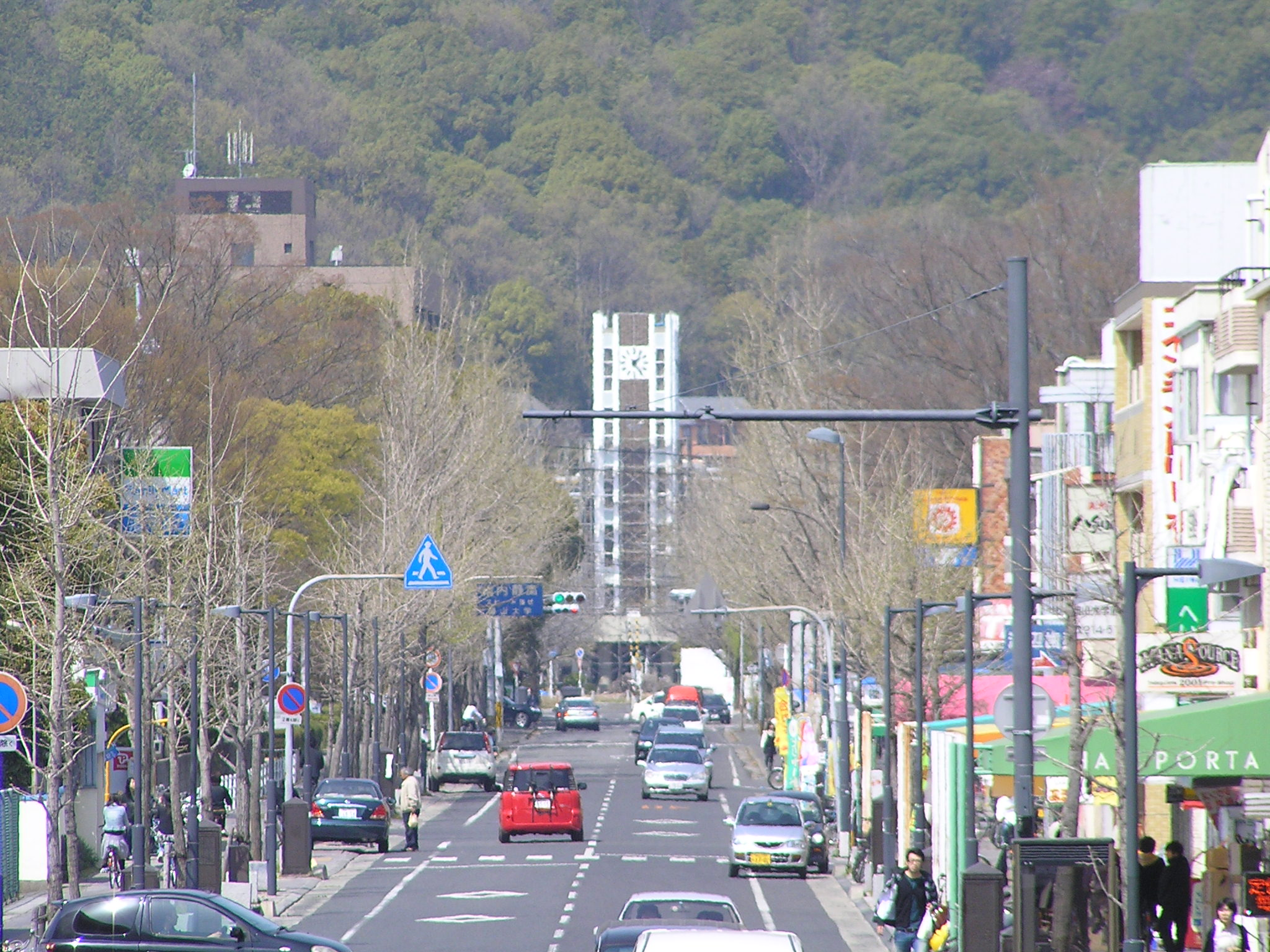
L'université depuis la ville

L'université compte 8 facultés de cycles supérieurs (研究科, kenkyūka).
- Faculté d'éducation
- Faculté de sciences humaines et sociales
- Faculté de sciences et technologies et la nature
- Faculté de sciences de la santé
- Faculté de sciences environnementales
- Faculté de sciences médiacles, odontologiques, et pharmaceutiques.
- École de droit
- Faculté d'éducation, en commun avec l'Université d'éducation de Hyōgo

## Personnalités liées

### Anciens étudiants
- Yunoki Michiyoshi, parlementaire japonais
- Yumiko Himei, parlementaire japonaise